# Аурангабад (город, Бихар)
Аурангабад (англ. Aurangabad) — город в южной части штата Бихар, Индия. Административный центр округа Аурангабад.

## География
Абсолютная высота — 107 метров над уровнем моря. Расположен примерно в 70 км к востоку от храмового комплекса Бодх-Гая, расположенного в месте, где Будда достиг Просветления.

## Население
По данным на 2013 год численность населения составляет 140 317 человек.
Динамика численности населения города по годам:
| 1991   | 2001   | 2013    |
| ------ | ------ | ------- |
| 47 565 | 79 393 | 140 317 |

## Транспорт
Через территорию округа Аурангабад проходят национальные шоссе № 2 и № 139.